# Гарри Поттер и Дары Смерти. Часть 1
«Га́рри По́ттер и Дары́ Сме́рти. Часть 1» (англ. Harry Potter and the Deathly Hallows: Part I) — седьмой фильм о Гарри Поттере и первая часть экранизации седьмой книги (2007) из серии романов Джоан Роулинг.
Съёмки заключительной части начались 19 февраля 2009 года и закончились 12 июня 2010 года.
Кассовые сборы фильма в первые выходные его международного показа составили 330 миллионов долларов, из них 125 миллионов долларов — в Северной Америке и 205 миллионов долларов — в остальных странах.
Общие кассовые сборы седьмой части «Поттерианы» превысили 960 миллионов долларов, что позволило фильму занять 36-ю строчку в списке самых кассовых фильмов в истории кинематографа.

## Сюжет
Гарри, Рон и Гермиона отправляются в рискованное путешествие, ведь им предстоит выполнить важную миссию: найти и уничтожить тайные источники бессмертия и могущества Волан-де-Морта — крестражи. Теперь трое друзей должны действовать сами, без руководства преподавателей и защиты профессора Дамблдора, и как никогда им придётся рассчитывать только друг на друга. Но тёмные силы стремятся разлучить ребят и разрушить связывающую их дружбу.
Тем временем мир волшебников становится опасным местом для всех врагов Волан-де-Морта. Война, которой так долго боялись, началась, и теперь Пожиратели Смерти контролируют Министерство магии и даже Хогвартс, терроризируя, запугивая и арестовывая всех, кто пытается им противостоять. Но одна «добыча», наиболее ценная для Волан-де-Морта, постоянно уходит у них из-под носа — это Гарри Поттер. Он, Избранный, превратился в самую желанную цель и самого разыскиваемого человека, ведь Пожиратели Смерти преследуют его повсюду, чтобы доставить Волан-де-Морту… живым.
Единственная надежда Гарри — найти крестражи до того, как Волан-де-Морт найдёт его. По мере того, как он разматывает клубок загадок и тайн, он всё чаще сталкивается со старой, почти забытой сказкой — легендой о Дарах Смерти. Если эта легенда окажется правдой, она сможет дать Волан-де-Морту ту самую высшую власть, к которой он так стремится.
Гарри не догадывается, что его будущее было предопределено ещё в далёком прошлом, в тот трагический день, когда он стал «мальчиком, который выжил». И вот теперь, уже взрослый, Гарри всё ближе подходит к выполнению задания, к которому его готовили с того самого дня, когда он переступил порог Хогвартса: к последней, решающей битве с Волан-де-Мортом.
Одна из самых эмоциональных сцен фильма — смерть Добби на руках Гарри: Беллатриса Лестрейндж бросила в него кинжал. Гарри сам выкапывает могилу, чтобы похоронить эльфа. Гарри, Рон и Гермиона кладут туда домовика.
Последняя сцена фильма — в Хогвартсе, на маленьком острове у берега озера. Волан-де-Морт вскрывает гробницу Дамблдора, смотрит в его мёртвое лицо, забирает из его рук Бузинную палочку, найти которую так стремился, и выпускает в небо молнию.

## Действующие лица и исполнители
| Роль                                  | Актёр (актриса)       |               |
| Главные герои                         | Главные герои         | Главные герои |
| ------------------------------------- | --------------------- | ------------- |
| Гарри Поттер                          | Дэниел Рэдклифф       |               |
| Гермиона Грейнджер                    | Эмма Уотсон           |               |
| Рон Уизли                             | Руперт Гринт          |               |
| студенты                              |                       |               |
| Полумна Лавгуд                        | Эванна Линч           |               |
| Невилл Долгопупс                      | Мэттью Льюис          |               |
| Симус Финниган                        | Девон Мюррей          |               |
| Дин Томас                             | Альфред Энох          |               |
| Грегори Гойл                          | Джошуа Хердман        |               |
| Найджел Уолперт                       | Меллинг, Уильям       |               |
| Кормак МакЛагген                      | Фредди Строма         |               |
| Лаванда Браун                         | Джесси Кейв           |               |
| Чжоу Чанг                             | Кэти Льюнг            |               |
| Падма Патил                           | Афшан Азад            |               |
| Парвати Патил                         | Шефали Чоудхури       |               |
| Ромильда Вейн                         | Анна Шаффер           |               |
| Кэти Белл                             | Джорджина Леонидас    |               |
| Пэнси Паркинсон                       | Скарлетт Бирн         |               |
| Лианна                                | Изабелла Лафлэнд      |               |
| Блейз Забини                          | Луи Кордис            |               |
| Персонал Хогвартса                    |                       |               |
| Северус Снегг                         | Алан Рикман           |               |
| Рубеус Хагрид                         | Робби Колтрейн        |               |
| Чарити Бербидж                        | Кэролин Пиклз         |               |
| Пожиратели Смерти                     |                       |               |
| Лорд Волан-де-Морт                    | Рэйф Файнс            |               |
| Люциус Малфой                         | Джейсон Айзекс        |               |
| Беллатриса Лестрейндж                 | Хелена Бонэм Картер   |               |
| Нарцисса Малфой                       | Хелен Маккрори        |               |
| Драко Малфой                          | Том Фелтон            |               |
| Питер Петтигрю                        | Тимоти Сполл          |               |
| Корбан Яксли                          | Питер Маллан          |               |
| Антонин Долохов                       | Арбен Байрактарай     |               |
| Торфинн Роули                         | Род Хант              |               |
| Алекто Кэрроу                         | Сюзанн Тоус           |               |
| Амикус Кэрроу                         | Ральф Айнесон         |               |
| Струпьяр                              | Ник Моран             |               |
| Фенрир Сивый                          | Дейв Леджено          |               |
| семейство Уизли                       |                       |               |
| Артур Уизли                           | Марк Уильямс          |               |
| Молли Уизли                           | Джули Уолтерс         |               |
| Джинни Уизли                          | Бонни Райт            |               |
| Фред Уизли                            | Джеймс Фелпс          |               |
| Джордж Уизли                          | Оливер Фелпс          |               |
| Билл Уизли                            | Донал Глисон          |               |
| Флёр Делакур                          | Клеманс Поэзи         |               |
| Мюриэль Уизли                         | Мэтилок Гиббс         |               |
| Орден Феникса                         |                       |               |
| Аластор «Грозный Глаз» Грюм           | Брендан Глисон        |               |
| Римус Люпин                           | Дэвид Тьюлис          |               |
| Нимфадора Тонкс                       | Наталия Тена          |               |
| Кингсли Бруствер                      | Джордж Харрис         |               |
| Наземникус Флетчер                    | Энди Линден           |               |
| Элфиас Дож                            | Дэвид Райалл          |               |
| Работники Министерства магии          |                       |               |
| Руфус Скримджер                       | Билл Найи             |               |
| Долорес Амбридж                       | Имельда Стонтон       |               |
| Пий Толстоватый                       | Гай Генри             |               |
| Альберт Ранкорн                       | Дэвид О’Хара          |               |
| Реджинальд Кроткотт                   | Стефан Родри          |               |
| Муфалда Хмелкирк                      | Софи Томпсон          |               |
| Маглы                                 |                       |               |
| Вернон Дурсль                         | Ричард Гриффитс       |               |
| Петунья Дурсль                        | Фиона Шоу             |               |
| Дадли Дурсль                          | Гарри Меллинг         |               |
| Мистер Грейнджер                      | Йен Келли             |               |
| Миссис Грейнджер                      | Мишель Фэйрли         |               |
| Официантка в кафе «Лучино»            | Ева Александер        |               |
| Призраки                              |                       |               |
| Альбус Дамблдор                       | Майкл Гэмбон          |               |
| Джеймс Поттер                         | Эдриан Роулинс        |               |
| Лили Поттер                           | Джеральдин Сомервилль |               |
| Другие персонажи                      |                       |               |
| Ксенофилиус Лавгуд                    | Рис Иванс             |               |
| Кикимер (голос)                       | Саймон Макберни       |               |
| Добби (голос)                         | Тоби Джонс            |               |
| Мистер Олливандер                     | Джон Хёрт             |               |
| Крюкохват                             | Уорик Дэвис           |               |
| Олимпия Максим                        | Фрэнсис де ла Тур     |               |
| Батильда Бэгшот                       | Хэйзел Дуглас         |               |
| Грегорович                            | Раде Шербеджия        |               |
| Геллерт Грин-де-Вальд в молодости     | Джейми Кэмпбелл Бауэр |               |
| Геллерт Грин-де-Вальд на старости лет | Майкл Бирн            |               |

## Производство

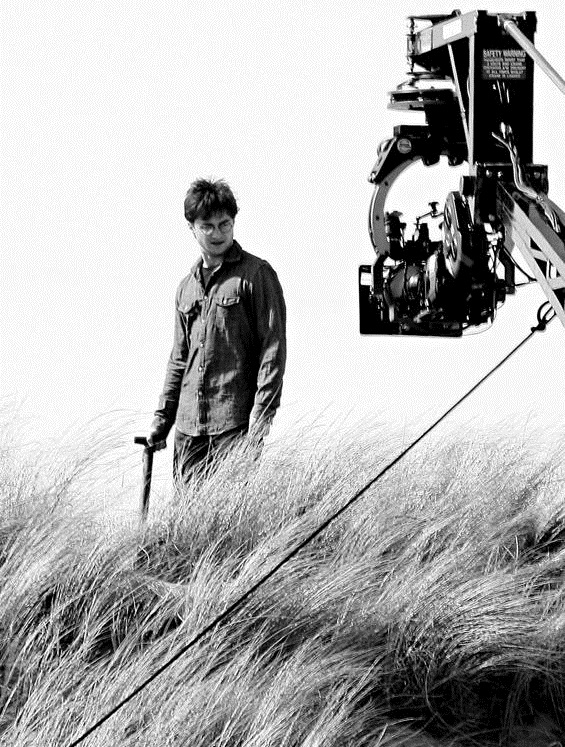
Дэниэл Рэдклифф на съёмках захоронения Добби в Пембрукшире (Уэльс)

Съёмки двух частей проходили одновременно с
19 февраля 2009 года по 12 июня 2010 года. Идея разделить книгу на две части была предложена исполнительным продюсером Лионелем Виграмом. Дэвид Хейман сначала негативно отреагировал на эту идею, но, перечитав книгу и обсудив её со сценаристом Стивом Кловисом, он согласился.

### Дизайн
Стюарт Крейг, дизайнер всех предыдущих фильмов, вернулся для работы в последних двух частях. Он сказал: «Мы сделали совершенно другой фильм, который был снят во многих местах. Мы довольно много путешествовали, строили много декораций, и проводили много времени в лесу». «Мы построили лесные декорации и превратили их в настоящие леса, поэтому, как вы можете себе представить, были проблемы». Крейг был номинирован на премию «Оскар» за работу над первой частью.

### Костюмы
Костюмы для фильма были разработаны Джейни Тимайм, которая была дизайнером костюмов в фильме «Гарри Поттер и узник Азкабана». Тимайм была вовлечена в споры относительно её работы над свадебным платьем Флёр Делакур. Её обвинили в копировании дизайна из подобного платья из коллекции Александра Маккуина 2008 года. Говоря о платье, Тимайм сказала, что она «хотела, чтобы оно было свадебным платьем ведьмы, но не платьем для Хэллоуина».

### Визуальные эффекты

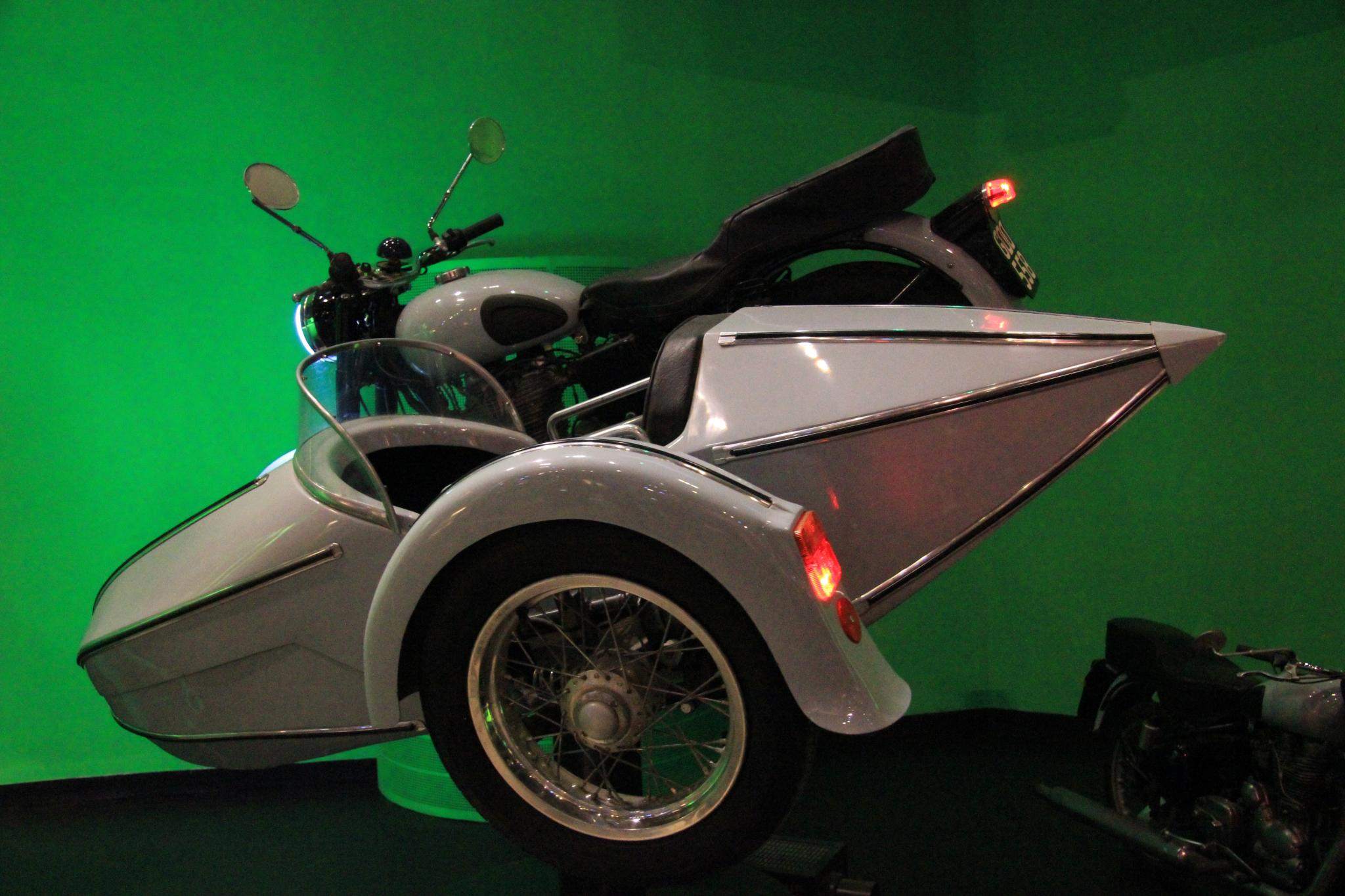
Мотоцикл с коляской, на котором летели Хагрид и Гарри в фильме

После работы над фильмом «Гарри Поттер и узник Азкабана» студии Double Negative было предложено сделать визуальные эффекты для финального монтажа двух частей Даров Смерти. Работая в тесном контакте с руководителем VFX, супервайзером Тимом Бёрком, команду возглавляли супервайзер VFX Дэвид Виккери и продюсер Шарлотта Лоуглан.
В основную команду также входили 3d-супервайзер Рик Лери и 2d-супервайзер Шон Стренкс. Работа Double Negative для 1 части включала в себя ржавеющий логотип Warner Brothers и создание окружающей среды «Норы». Работа по созданию окружающей среды закончилась после создания окружения дома Ксенофилиуса Лавгуда, расширяя его в 3D и достигая высшей точки в этом момент нападения Пожирателей Смерти.
Double Negative также создали дымовые эффекты Пожирателей Смерти, с введением стадии «flayed man» между их дымчатым, жидким, летящим состоянием и присутствием людей при посадке. Также они создали Патронуса, который прерывает свадьбу, чтобы сообщить гостям, что Волан-де-Морт захватил Министерство магии.
Компания по созданию спецэффектов Framestore создала большую часть CGI-существ, как и в предыдущих фильмах. Анимированную «Сказку о трёх братьях» создал Бен Хибон.

### Музыка
Композитор фильма Александр Деспла использовал работы Джона Уильямса, Патрика Дойла и Николаса Хупера в сочинении музыки для последних двух частей «Гарри Поттера». Деспла закончил работу над музыкой к фильму в сентябре 2010, а саундтрек был выпущен 16 ноября 2010 года, за три дня до даты выхода фильма. В интервью композитор упомянул о включении Hedwig’s Theme Джона Уильямса в саундтрек. Он сказал: «Мы начнём этим летом и это займёт у нас всё лето. У меня не будет много праздников, но опять же, это по уважительной причине — из-за саундтрека. Я хотел бы воспользоваться любой возможностью, чтобы использовать сказочную тему, составленную Джоном Уильямсом. Я бы сказал, что его музыка недостаточно использовалась в последних фильмах, поэтому, если у меня будет такая возможность, и если хронометраж позволит мне, я это организую… Я сделаю это с большой честью и удовольствием». Режиссёр Дэвид Йейтс, также говоря об использовании Hedwig’s Theme в фильме, заявил, что тема будет присутствовать в тех моментах, которые «будут ностальгическими или каким-то образом отражающими прошлое». Он также сказал, что тон темы будет изменён, чтобы соответствовать настроению фильма, поскольку он «хотел, чтобы это чувствовалось, чтобы это немного огорчало».
Деспла прокомментировал другие основные темы, которые он написал для саундтрека: «Поскольку Гарри, Рон и Гермиона теперь находятся в пути и их преследуют тёмные силы Волан-де-Морта, из-за чего они никогда не остаются долго на одном месте, а постоянно перемещаются. Я пишу темы, которые соответствуют ситуации или месту (Министерству магии, битве с Пожирателями и Волан-де-Мортом, Норе), темы персонажей: Добби, Дамблдора, Волан-де-Морта, Батильды Бэгшот, Лавгуда или других персонажей, „Oblivation theme“, которая передаёт их потерю защищённости, а также чувство опасности, которое будет присутствовать до конца, а также темы для магических устройств („Делюминатор“, „Локет“, „Дары смерти“)». Запись музыки началась 14 августа 2010 года. Конрад Поуп, чей оркестр работал над первыми тремя фильмами и был руководящим оркестром в «Дарах Смерти», назвал музыку Деспла «захватывающей и бодрой».
| №                   | Название                    | Длительность |
| ------------------- | --------------------------- | ------------ |
| 1.                  | «Obliviate»                 | 3:01         |
| 2.                  | «Snape to Malfoy Manor»     | 1:58         |
| 3.                  | «Polyjuice Potion»          | 3:32         |
| 4.                  | «Sky Battle»                | 3:48         |
| 5.                  | «At the Burrow»             | 2:35         |
| 6.                  | «Harry and Ginny»           | 1:43         |
| 7.                  | «The Will»                  | 3:39         |
| 8.                  | «Death Eaters»              | 3:14         |
| 9.                  | «Dobby»                     | 3:49         |
| 10.                 | «Ministry of Magic»         | 1:49         |
| 11.                 | «Detonators»                | 2:23         |
| 12.                 | «The Locket»                | 1:52         |
| 13.                 | «Fireplace Escape»          | 2:54         |
| 14.                 | «Ron Leaves»                | 2:35         |
| 15.                 | «The Exodus»                | 1:37         |
| 16.                 | «Godric's Hollow Graveyard» | 3:15         |
| 17.                 | «Bathilda Bagshot»          | 3:54         |
| 18.                 | «Hermione's Parents»        | 5:50         |
| 19.                 | «Destroying the Locket»     | 1:10         |
| 20.                 | «Ron's Speech»              | 2:16         |
| 21.                 | «Lovegood»                  | 3:27         |
| 22.                 | «The Deathly Hallows»       | 3:17         |
| 23.                 | «Captured and Tortured»     | 2:56         |
| 24.                 | «Rescuing Hermione»         | 1:50         |
| 25.                 | «Farewell to Dobby»         | 3:43         |
| 26.                 | «The Elder Wand»            | 1:38         |
| Общая длительность: | Общая длительность:         | 73:38        |

| №  | Название                           | Длительность |
| -- | ---------------------------------- | ------------ |
| 1. | «Voldemort»                        | 4:18         |
| 2. | «The Dumbledores»                  | 2:09         |
| 3. | «Bellatrix»                        | 2:11         |
| 4. | «Making of the Soundtrack» (video) | 3:50         |

| №   | Название                               | Длительность |
| --- | -------------------------------------- | ------------ |
| 1.  | «Voldemort»                            | 4:18         |
| 2.  | «Grimmauld Place»                      | 2:13         |
| 3.  | «The Dumbledores»                      | 2:09         |
| 4.  | «The Tale of the Three Brothers»       | 1:53         |
| 5.  | «Bellatrix»                            | 2:11         |
| 6.  | «My Love is Always Here»               | 3:05         |
| 16. | Без названия (lyrics by Gerard McCann) |              |

## Отзывы
Фильм получил в основном положительные отзывы кинокритиков. На Rotten Tomatoes у фильма 79 % положительных рецензий из 242. На Metacritic — 65 баллов из 100 на основе 42 обзоров. Ассоциация кинокритиков (англ. Broadcast Film Critics Association) оценила картину в 87 баллов из 100.

## Релиз
Мировая премьера фильма «Гарри Поттер и Дары смерти. Часть 1» прошла 19 ноября 2010 года, дистрибьютор фильма по-прежнему «Каро-Премьер».
Фильм был выпущен только в 2D и IMAX форматах.